# Ömsa skinn
Ömsa skinn är en roman av den mexikanske författaren Carlos Fuentes utgiven 1967.
Liksom andra verk av Fuentes är det en komplex roman där olika kulturer och tidsepoker blandas. Titeln syftar på de gamla aztekiska offerritualerna och guden Xipe Totec, kallad "den flådde". Den handlar om fyra personer som gör en utflykt till de aztekiska tempelpyramiderna i Cholula och där gör upp med sina liv och tillkortakommanden. I romanen utforskas Mexikos historiska och kulturella rötter och dess komplexa samtid. Dessutom vävs trådar till västvärldens moderna historia med nazism och koncentrationsläger in i handlingen.
Romanen utkom i svensk översättning av Annika Ernstson 1993.